# Yves Chevallard
Yves Chevallard (Francia, 1 de mayo de 1946) es un profesor de matemática, investigador de la transposición didáctica en el campo de la didáctica y profesor en la Universidad IUFM de Aix-Marseille, en Marsella, Francia.

## Ámbito Académico
Es miembro del Consejo Superior de Universidades (CSPU) y del Consejo Nacional de Universidades (CNU), en Francia.
Ha sido profesor invitado del Institut für Didaktik der Mathematik (IDM), de la Universidad de Bielefeld e investigador invitado por el Centro de Investigación Matemática del Instituto de Estudios Catalanes de la Universidad Autónoma de Barcelona.
Ha sido presidente del Consejo Científico y Pedagógico de la Universidad d'Aix en Marsella, Francia y director de investigación y desarrollo en esa institución.
Dirige la revista Skholê, para la investigación y desarrollo del IUFM d'Aix-Marseille.
Está a cargo de la formación inicial y continua de profesores de matemáticas y dirige tesis doctorales en el IUFM d'Aix-Marseille.
Es miembro del comité científico de la colección Raisons éducatives, publicada por la Facultad de Psicología y de Ciencias de la Educación de la Universidad de Ginebra.
Es autor junto con Marinna Bosch y Josep Gascón del libro “Estudiar Matemática; el eslabón perdido entre la enseñanza y el aprendizaje”.

## Publicaciones
- Chevallard, Y., Bosch, M., Gascón, J., et al. (1985). Estudiar matemática el eslabón perdido entre la enseñanza y el aprendizaje. Barcelona: ICE Horsori.
- Chevallard, Y. (1997). La transposición didáctica del saber sabio al saber enseñado. Buenos Aires: Aique grupo Editor.[1]